# 940'erne
Århundreder: 9. århundrede – 10. århundrede – 11. århundrede
Årtier: 890'erne 900'erne 910'erne 920'erne 930'erne – 940'erne – 950'erne 960'erne 970'erne 980'erne 990'erne
År: 940 941 942 943 944 945 946 947 948 949